# Schick-próba

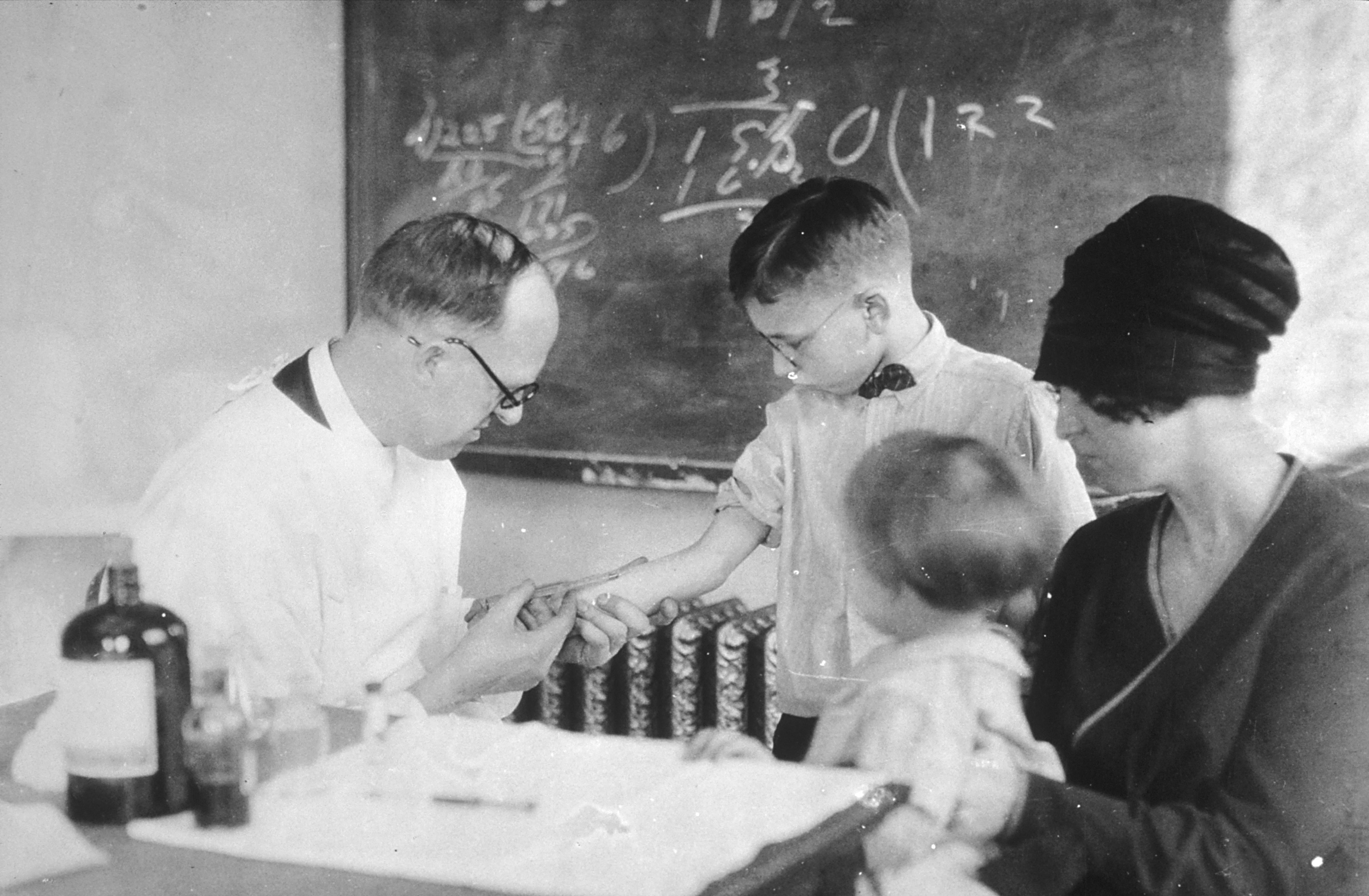
A Schick-próba alkalmazása, 1915-ben

A Schick-próba (Schick-teszt) egy orvosdiagnosztikai teszt, amellyel kimutatható, hogy valaki milyen mértékben védett a diftériabaktériummal szemben. A bőrreakciót Schick Béla magyar gyermekorvos Bécsben találta fel, 1912-ben.

## Eljárás
A teszt intrakután oltásból áll, amelyet az alkar belső felületére 0,1 ml oldat injektálásával végeznek. Ez a mennyiségű diftériatoxin megegyezik egy 250 grammos tengerimalac minimális halálos adagja ötvenedével. Azoknál a személyeknél, akiknek diftéria antitoxinjuk van, nem fog tünetet kiváltani, míg ilyen antitestek hiányában (nem immunis alanyok) a beoltási zónára korlátozódó hámsérülés mutatkozik, amely hólyagképződésből alakul ki, egy kis nekrotikus terület lehetőségével.

## Bibliográfia
- Barile MF,– Kolb RW,– Pittman M.: United States standard diphtheria toxin for the Schick text and the erythema potency assay for the Schick text dose, Infect. Immun. 4. kötet, 3.szám, 295–306. o. 1971. szeptember[2]

## Fordítás
Ez a szócikk részben vagy egészben  a   Test di Schick című olasz Wikipédia-szócikk ezen változatának fordításán alapul.  Az eredeti cikk szerkesztőit annak laptörténete sorolja fel. Ez a jelzés csupán a megfogalmazás eredetét és a szerzői jogokat jelzi, nem szolgál a cikkben szereplő információk forrásmegjelöléseként.